# (7076) 1980 UC
1980 يو سي (ويعرف أيضًا باسم (7076) 1980 يو سي وفق تسمية الكوكب الصغير) (بالإنجليزية: 1980 UC)‏ هو كويكب ضمن حزام الكويكبات؛ وترتيبه 7076 من حيث الاكتشاف.
اكتُشف هذا الجُرم الفلكي بواسطة Zdeňka Vávrová ‏ في 30 أكتوبر 1980.

## وصلات خارجية
- (7076) 1980 UC في قاعدة بيانات مختبر الدفع النفاث لأجرام النظام الشمسي الصغيرة

- الاكتشاف · مخطط المدار ·  العناصر المدارية · المعلمات المادية

- (7076) 1980 UC على موقع ويكي سكاي: DSS2, SDSS, GALEX, IRAS, Hydrogen α, X-Ray, Astrophoto, Sky Map, Articles and images